# Wagenlenker von Delphi

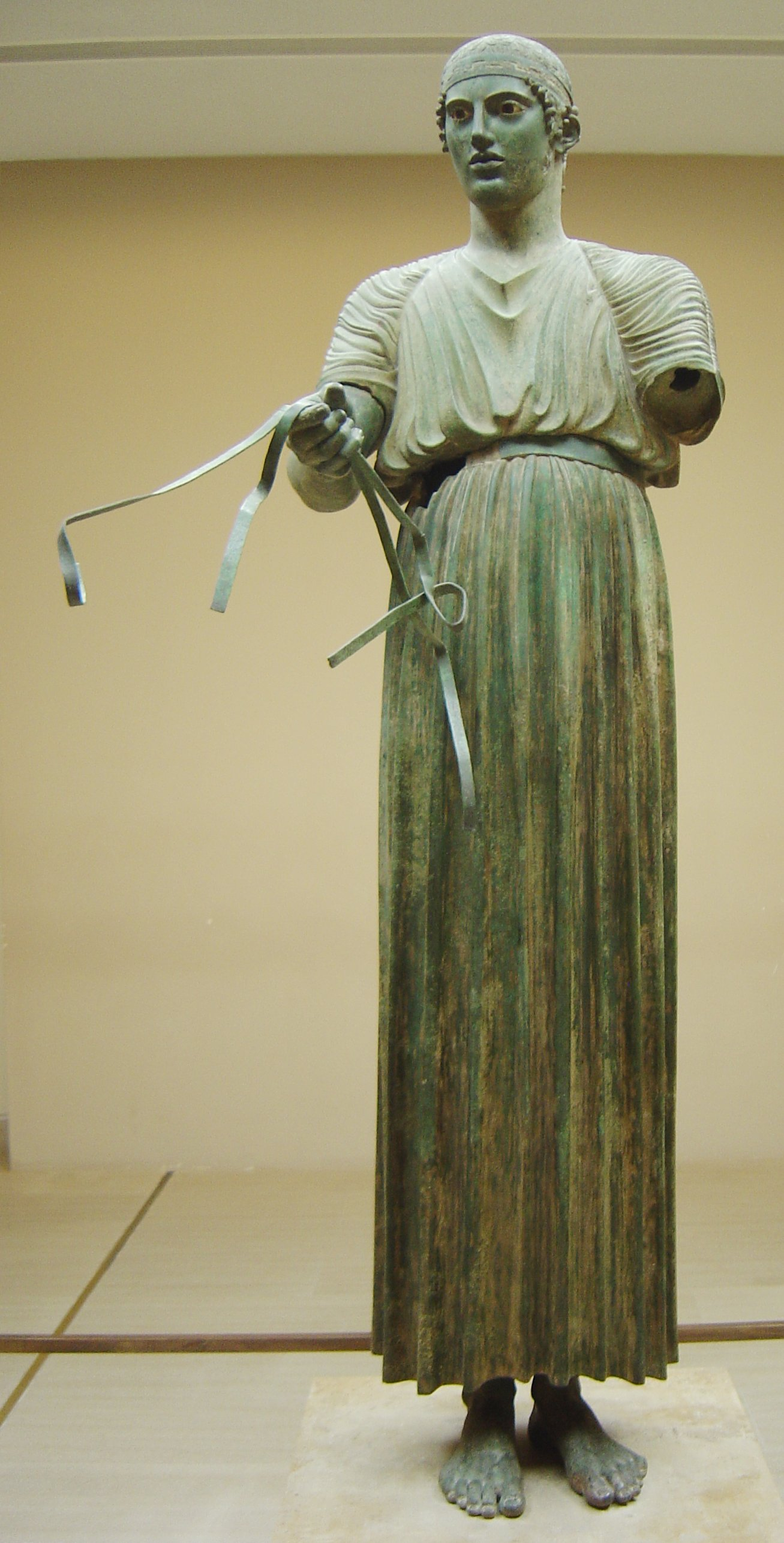
Wagenlenker von Delphi, Archäologisches Museum Delphi

Wagenlenker von Delphi wird eine der am besten erhaltenen originalen Bronzestatuen der griechischen Antike genannt. Die 1,80 Meter große Statue wurde 1896 im Apollonheiligtum von Delphi nahe dem Apollontempel gefunden. Sie befindet sich heute im Archäologischen Museum von Delphi.
Die Statue wurde im Hohlgussverfahren hergestellt und aus sieben gesondert gegossenen Teilen zusammengefügt. Gefunden wurde sie in drei Teilen: Oberkörper samt Kopf, rechter Arm und Unterkörper. Der linke Arm und Einzelheiten des Kopfes wie die Kupfereinlage der Lippen und der größte Teil der silbernen Wimpern fehlten. Die Statue gehört zu den wenigen erhaltenen Exemplaren, deren farbige Glasflusseinlagen der Augen erhalten sind.

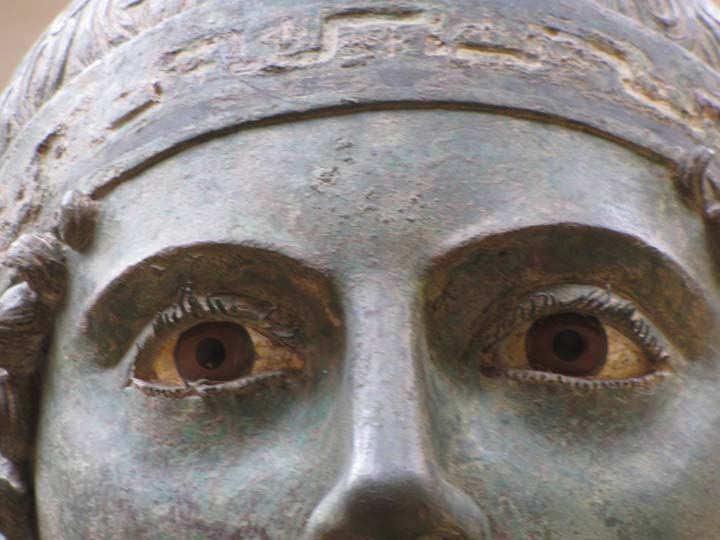
Augenpartie des Wagenlenkers

Die Figur stellt einen Wagenlenker im Ephebenalter dar, der mit einem langen, unter der Brust gegürteten Gewand, der Xystis der Wagenlenker, bekleidet ist. Zwei um die Schultern geführte Bänder kreuzen sich auf der Rückseite des Gewandes und verhinderten ein Aufblähen des Stoffes während des Wagenrennens. Die fein geworfenen Falten des Gewandes im Bereich der Schultern, Arme und der Brust stehen in deutlichem Kontrast zu den tief ausgearbeiteten Röhrenfalten des unteren Gewandabschnitts. Um den leicht zu seiner Rechten gedrehten Kopf ist ein mit Zinnenmäander und Kreuzen verziertes Stirnband gelegt. Die rechte Hand hält noch die Reste der Zügel für ein Pferdegespann, von dem noch einige Pferde- und Wagenteile erhalten sind. Die Rekonstruktion des Gespanns und die Positionierung der Pferde ist umstritten, die Gruppe umfasste aber mindestens vier Pferde und wahrscheinlich zwei Pferdeführer. 
Die Teile der Statuengruppe wurden zusammen mit der Kalksteinbasis, auf der die Gruppe aufgestellt war, gefunden. Die erhaltene Weihinschrift nennt Polyzalos von Gela als Stifter des Weihgeschenks, das demnach zwischen 478 und 474 v. Chr. geschaffen worden sein muss. Als festdatiertes Monument zählt der Wagenlenker zu den Schlüsselwerken des Strengen Stils.  
Das Viergespann und der Wagenlenker selbst wurden in dem von einem Erdbeben verursachten Erdrutsch im Jahr 373 n. Chr. begraben und beschädigt, in diesem Zustand aber auch der Nachwelt konserviert. Sie wurden nicht wie viele andere Statuen für Waffen eingeschmolzen.
1909 wurde die Bekleidung der Statue zum Vorbild für das berühmte Delphos Kleid von Henriette Negrin und Mariano Fortuny.